# Дементьева, Ангелина Ивановна
Ангелина Ивановна Дементьева (р. 11 августа 2002, пгт Грибановский, Воронежская область) — российская волейболистка, нападающая-доигровщица.

## Биография
Начала заниматься волейболом в 8-летнем возрасте в грибановской ДЮСШ. 1-й тренер — С. С. Кудрявцев. В 2018 заключила контракт с ВК «Воронеж», в составе которого выступала в высшей лиге «Б» чемпионата России.
В 2022-2023 — игрок команды «Липецк», в которой дебютировала в суперлиге российского национального чемпионата. 
С 2023 — игрок челябинского «Динамо-Метара».

### Клубная карьера
- 2018—2022 —  «Воронеж» (Воронеж) — высшая лига «Б»;
- 2022—2023 —  «Липецк» (Липецк) — суперлига;
- с 2023 —  «Динамо-Метар» (Челябинск) — суперлига;